# Magnus Nilsson
Pour les articles homonymes, voir Nilsson.
Magnus Nilsson (né le 28 novembre 1983) est un chef suédois, chef cuisinier au restaurant Fäviken en Suède. Il a auparavant travaillé à L'Astrance et à L'Arpège en France, avant de rejoindre Fäviken en 2008. Fäviken est classé parmi les 100 meilleurs restaurants du monde par la revue Restaurant et avait deux étoiles dans le Guide Michelin reçues en 2016, jusqu'à sa fermeture en décembre 2019.

## Biographie
Magnus Nilsson a commencé à apprendre la cuisine dans une école d'Åre, en Suède. Il s'installe à Paris et commence à travailler au restaurant étoilé L'Arpège sous la direction d'Alain Passard. Il y a travaillé pendant quelques semaines avant d'être congédié car il avait du mal à comprendre les autres chefs, son français n'étant pas aussi bon qu'il le pensait au départ. Il rejoint ensuite l'équipe de L'Astrance de Pascal Barbot et y travaille pendant trois ans.
Après cela, il rentre en Suède et suit une formation pour devenir sommelier. Il est recruté en 2008 par le nouveau propriétaire du restaurant Fäviken pour mettre en place une cave à vin. Après quelques mois, il commence à travailler au restaurant et finit par devenir chef. Le restaurant se fait connaître pour son utilisation de produits locaux ; en raison du climat (le restaurant se trouve à Åre, dans le Jämtland) pendant l'hiver, Magnus Nilsson cuisine en grande partie des produits locaux conservés de différentes façons. En 2010, le critique Bruce Palling, du Wall Street Journal, inclut Nilsson dans sa liste des dix meilleurs jeunes chefs en Europe.
En 2014, les épisodes 9 à 16 de la troisième saison de la série documentaire The Mind of a Chef de PBS met en scène Magnus Nilsson au cours des épisodes 9 à 16. Magnus Nilsson est également l'un des six chefs mis en scène au cours de la première saison de la série documentaire Chef's Table.
En mai 2019, Magnus Nilsson annonce qu'il fermera définitivement Fäviken le 14 décembre de la même année. Fatigué, le chef souhaite se consacrer à sa famille, à l'écriture, à la pêche, et à la préparation d'une maîtrise de psychologie clinique.

## Ouvrages
- Fäviken, Londres, Phaidon, 2012,  (ISBN 978-0714864709)
- The Nordic Cookbook, Londres, Phaidon, 2015,  (ISBN 978-0714868721)
- Nordic: A Photographic Essay of Landscapes, Food and People, Londres, Phaidon, 2016  (ISBN 978-0714872377)
- The Nordic Baking Book, Londres, Phaidon, 2018,  (ISBN 978-0714876849)